# Pallamano Musile 2006
L'Associazione Sportiva Dilettantistica Pallamano Musile 2006 è una società sportiva di pallamano della città di Musile di Piave. Gioca le sue partite casalinghe nell'Arcostruttura di Musile di Piave e, nella stagione sportiva 2019/2020, milita nei campionati di Serie B maschile, A2 femminile Under 17 e Under 15 Maschile.

## Storia
La Pallamano Musile nasce nel 1980 da un progetto scolastico denominato giochi della gioventù, grazie a due insegnanti della Scuola Media Statale "Enrico Toti", partecipando ai giochi della gioventù di Mestre piazzandosi al secondo posto.
Da quella lontana esperienza, nasce la Pallamano Musile. In questi anni la società ha conosciuto diverse promozioni dalla D alla C per poi stabilizzarsi in serie B e nel campionato 2014-2015 guadagnare una storica promozione in seria A2 maschile. Nell'arco degli anni diversi atleti di spessore nazionale hanno militato nella società quali Roberto Pischianz capitano della Nazionale per molti anni e pluriscudettato, Giorgio Polese, Flavio Varesano, Sandro Muran, tutti giocatori della vecchia Pallamano Trieste.
Dopo anni di dirigenze che hanno alternato uomini e risorse, la nuova Pallamano Musile è ripartita nel 2012 con un gruppo di ex giocatori e genitori di bambini. Il nuovo presidente ha cambiato volto a questa società volendo rimodernarla. Sua la volontà di far tornare ad allenare coach Melchiori e di voler continuare a puntare su Martinelli come allenatore del settore giovanile.
Nel marzo 2015 ottiene per la prima volta la promozione in A2, vincendo il proprio girone di Serie B con due turni di anticipo..
Nel luglio dello stesso anno diventa vicecampione d'Italia di beach handball, perdendo agli shot out la finale contro la Pallamano Grosseto, disputata a Misano Adriatico.
Nella sua prima stagione in A2 vince il girone B con tre giornate d'anticipo e si qualifica ai play-off per la promozione in Serie A. Con la vittoria casalinga per 31-10 contro il Povegliano del 30 aprile 2016 vince la poule promozione del girone B con un turno d'anticipo e ottiene una storica promozione nella massima serie, un risultato storico per la pallamano ma anche per la città di Musile di Piave, un comune con circa 11.000 abitanti.

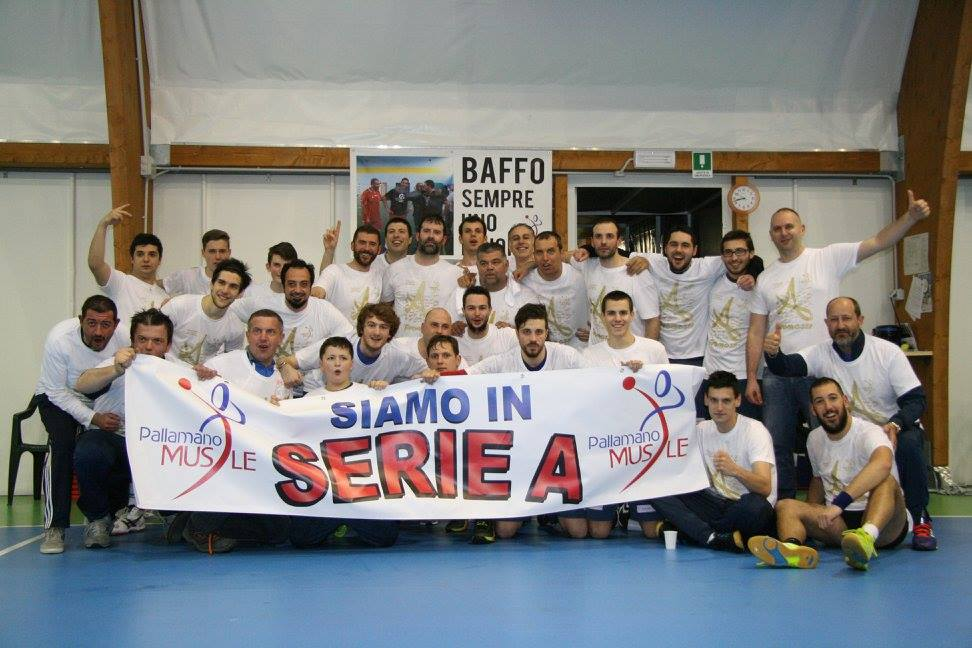
La squadra della promozione

Lo storico esordio in serie A Maschile è avvenuto il 24 settembre 2016 di fronte al pubblico di casa, una sfida contro la Pallamano Trieste persa per 36-28. La stagione si conclude con la retrocessione in Serie A2, con la squadra che non riesce ad ottenere nessuna vittoria, né in stagione regolare né nella poule retrocessione. Per quanto riguarda la Serie A2 Femminile, dopo un'ottima partenza, la squadra si perde nel finale di stagione, giungendo a metà classifica.
Nel campionato 2017-2018, dopo la retrocessione dalla serie A, la società ha deciso di rifondare la prima squadra maschile rinunciando al campionato di A2, così ci saranno due squadre seniores: maschile in serie B e femminile in 2ª Divisione Nazionale. Il campionato non si rileva soddisfacente per nessuna delle due compagini, che navigano nei bassi fondi delle classifiche. L'anno successivo, la maschile viene affidata all'allenatrice Mascia Zanette (che ha guidato la femminile l'anno prima), e la femminile viene sciolta.
Nell'estate del 2020 il presidente Ghassan Chanaa decide di consegnare la guida tecnica della Serie B maschile ad Andrea Ferronato con il ruolo di giocatore-allenatore. Nonostante diverse difficoltà dovute al Covid e alla mancanza numerica di atleti in diversi settori chiave del campo, la squadra a fine stagione si piazzerà al 5º posto, dimostrando di giocarsela alla pari anche con le formazioni più attrezzate del girone ed iniziando un soddisfacente processo di ringiovanimento della rosa.

## Campo di gioco
Disputa le gare interne nell'Arcostruttura polivalente di Musile di Piave, inaugurata nel gennaio 2016..
Prima del completamento di questa struttura giocava presso il Palazzetto dello Sport di Meolo.

## Rosa 2019-2020

### Giocatori Serie B maschile
| N° | Naz.              | Ruolo | Sportivo           | Anno |  |  |
| -- | ----------------- | ----- | ------------------ | ---- |  |  |
| 12 | Italia (bandiera) | P     | Marco Bresolin     | 1990 |  |  |
| 30 | Italia (bandiera) | P     | Enrico Ferrotti    | 1985 |  |  |
| 77 | Italia (bandiera) | P     | Nicolò Pasian      | 1994 |  |  |
| 5  | Italia (bandiera) | A     | Giuseppe Codispoti | 1983 |  |  |
| 6  | Italia (bandiera) | A     | Luca Montagner     | 1998 |  |  |
| 7  | Italia (bandiera) | T     | Davide Berto       | 1987 |  |  |
| 9  | Italia (bandiera) | C     | Filippo Cancian    | 1997 |  |  |
| 10 | Italia (bandiera) | A     | Stefano Gasparini  | 1980 |  |  |
| 11 | Italia (bandiera) | PV    | Marco Boem         | 1973 |  |  |
| 13 | Italia (bandiera) | T     | Jacopo Serafin     | 1999 |  |  |
| 15 | Italia (bandiera) | T     | Andrea Ferronato   | 1994 |  |  |
| 21 | Italia (bandiera) | PV    | Edoardo Tamai      | 1997 |  |  |
| 26 | Italia (bandiera) | A     | Alberto Pivato     | 1996 |  |  |
| 36 | Italia (bandiera) | T     | Alessio Cadamuro   | 1983 |  |  |
| 57 | Italia (bandiera) | T     | Ilario Bortolot    | 2002 |  |  |
| 80 | Italia (bandiera) | T     | Ivan Cadamuro      | 1980 |  |  |
|    | Italia (bandiera) | C     | Alberto Bressan    | 1999 |  |  |
|    | Italia (bandiera) | PV    | Edoardo Montagner  | 2002 |  |  |

### Staff
- Allenatore:  Mascia Zanette
- Accompagnatore:  Francesco Cancian